# خوان دانييل كارديلينهو
خوان دانييل كارديلينهو (بالإسبانية: Juan Daniel Cardellino)، من مواليد 4 مارس 1942 وتوفي في 8 سبتمبر 2007، حكم كرة قدم أوروغوياني دولي سابق.
حكم في بطولة كأس العالم لكرة القدم 1982 وبطولة كأس العالم لكرة القدم 1990.

## وصلات خارجية
- خوان دانييل كارديلينهو على موقع Soccerway.com (الإنجليزية)
- خوان دانييل كارديلينهو على موقع أوليمبيديا (الإنجليزية)